# Luxembourg (distrikt)
 For alternative betydninger, se Luxembourg (flertydig). (Se også artikler, som begynder med Luxembourg)
Luxembourg er et distrikt i storhertugdømmet Luxembourg. Det består af kantonerne Luxembourg, Esch-sur-Alzette, Capellen og Mersch. Det grænser i øst til distriktet Grevenmacher, i nord til distriktet Diekirch, i vest til den belgiske provins Luxembourg og i syd mod den franske region Lorraine.
49°37′N 6°04′Ø / 49.62°N 6.07°Ø